# Маунд Стејшон (Илиноис)
Маунд Стејшон (енгл. Mound Station) град је у америчкој савезној држави Илиноис.

## Демографија
По попису из 2010. године број становника је 122, што је 5 (-3,9%) становника мање него 2000. године.
| Група             | 2000.       | 2010.       |
| Белци             | 126 (99,2%) | 121 (99,2%) |
| Афроамериканци    | 0 (0,0%)    | 0 (0,0%)    |
| Азијати           | 0 (0,0%)    | 0 (0,0%)    |
| Хиспаноамериканци | 0 (0,0%)    | 1 (0,8%)    |
| Укупно            | 127         | 122         |